# Esteban Paredes
Esteban Efraín Paredes Quintanilla (1 d'agost del 1980) és un futbolista xilè que des del 2014 juga al club xilè Colo-Colo de davanter.